# 北京忍冬
北京忍冬（学名：Lonicera elisae）为忍冬科忍冬属的植物，是中国的特有植物。分布在中国大陆的浙江、河南、安徽、河北、甘肃、四川、陕西、山西、湖北等地，生长于海拔500米至1,600米的地区，多生长于沟谷、山坡丛林以及灌丛中，目前尚未由人工引种栽培。

## 别名
破皮袄、四月红、狗骨头（河北）、毛母娘（河南太行山）